# البنات شربات (فلم)
البنات شربات (بالإنجليزية: The Girls Are Delightful - El banat sharbat) فيلم دراما، موسيقي، استعراضي، كوميدي مصري لعام 1951  للمخرج حلمي رفلة، عن قصة، وحوار أبو السعود الابياري. الفيلم بطولة أحلام، وإسماعيل يس، ومحمود المليجي، ويروي قصة عباس الذي طلق زوجته، وتزوج بأخرى من أجل إنجاب ولد، بدأت بناته الثلاثة في المعاناة من زوجة أبيهم.
صدر الفيلم إلى دور العرض المصرية في 30 يوليو 1951.
منح موقع قاعدة بيانات الأفلام على الإنترنت (IMDB) الفيلم درجة 4.4/ 10.
منح موقع قاعدة بيانات الأفلام العربية «السينما.كوم» الفيلم درجة 5.3/ 10.

## طاقم التمثيل
- إسماعيل ياسين: في دور أبو النوم المفتح.
- أحلام: في دور قرنفلة عباس أبو الدهب.
- عواطف يوسف: في دور وردة عباس أبو الدهب.[8]
- رجاء يوسف: في دور فله عباس أبو الدهب.
- محمود المليجي: في دور خميس جمعه (زوج الأم).
- إلياس مؤدب: في دور البروفيسور نعيم نعيم نعيم (المنوم المغناطيسي).
- عبد الفتاح القصري: في دور المعلم عاشور.
- نور الدمرداش: في دور نونو عباس أبو الدهب.
- كمال حسين: في دور محسن أبو المحاسن.
- زينات صدقي: في دور أم بطه (الخاطبه).
- عبد العزيز حمدي: في دور أبو الدهب.
- عزيزة حلمي: في دور كريمه (الأم).
- سراج منير: في دور عباس أبو الدهب.

بالاشتراك مع: رياض القصبجي – ميمي شكيب – عبد الغني النجدي – زكي إبراهيم – عبد النبي محمد – شكوكو الصغير – نبوية حسن – عبد الحميد بدوي – علية فوزي – منير الفنجري – أحمد مختار – محمد البكار – عبد الحميد زكي – عبد المنعم سعودي – ماري باي باي – حسن أتلة.
أحلام: كان «البنات شربات» آخر فيلم لها، مثلت قبله «المرأة شيطان» مع محمد فوزي، وفيلم «المرآة» مع كمال الشناوي، والفيلمان إنتاج عام 1949. أحلام من مواليد طنطا عام 1933، إسمها الحقيقي فاطمة النبوية محمود الملاح، درست بمعهد الموسيقى العربية، ولحن لها الفنان محمد عبدالوهاب، ومن أشهر أغنياتها (توب الفرح، زغرودة حلوة، تاتا خطي العتبة)، وحازت بفضل الأغاني التي قدمتها للأطفال على جائزة منظمة اليونسكو. توفيت في 17 مايو عام 1997.
رجاء يوسف، وعواطف يوسف: هما فنانتين وراقصتين من مواليد 25 يونيو 1930، بدأوا حياتهم الفنية بالعمل في السيرك مع عائلتي الحلو، وعاكف، وشكلوا  ثنائيًا فنيًا في العديد من الأفلام السينمائية ومن أهم أفلامها أربع بنات وضابط. الفنانة عواطف توفيت في 12 مايو 1992، أما رجاء توفيت عام 2005 عن عمر يناهز 80 عامًا.

## أحداث الفيلم
عباس أبو الدهب (سراج منير) تاجر جملة، ويحلم بإنجاب ولد يساعده في التجارة، ولكن زوجته كريمة (عزيزه حلمى) أنجبت له بنتا، فقرر إعطاءها فرصة أخرى، بناء على نصيحة والده أبو الدهب (عبد العزيز حمدى)، على أن يطلقها إذا فشلت في إنجاب الولد، وتنجب كريمه بنتين، فيطلقها ويطردها وبناتها الثلاث، ورده (عواطف يوسف)، وفله (رجاء يوسف)، وقرنفله (أحلام)، ويتزوج من جمالات (ميمى شكيب)، التي أنجبت إبنه الذكر نونو (نور الدمرداش). بينما إنتقلت كريمه لمدينة طنطا، وتزوجت من خميس جمعه (محمود المليجى)، الذي ربى بناتها الثلاث، ولكنه إستاء من كثرة المصاريف، وقرر التخلص من البنات، بتزويجهن من ثلاث عرسان أثرياء، وكلف الخاطبة أم بطه (زينات صدقى) بالبحث عن العرسان، حيث توصلت للأشقاء زعبلاوى المفش (عبد النبي محمد)، وزناتى المفش (رياض القصبجى)، وحمزاوى المفش (عبد الحميد زكى)، وإتفقت معهم على دفع مهر ٥٠٠ جنيه في العروسة الواحدة، وفرح خميس جمعه بالثروة الكبيرة، ووافق على تزويج البنات. إستاءت الفتيات وقررن اللجوء للمنوم المغناطيسي نعيم نعيم نعيم (إلياس مؤدب) ومساعده أبو النوم المفتح (إسماعيل ياسين)، لإيجاد حل لهن، ولكن نعيم أعجب بوردة وأبو النوم أعجب بفله، فقررا مساعدتهن عمليا، فقد استعانوا بصديقهم دنجو (حسن أتله)، فقبضوا على الإخوة المفش، وإستعاروا ملابسهم، وقابلوا خميس جمعه، على انهم الإخوة المفش، وعرضوا دفع المهر على ١٥٠٠ سنه، وأظهروا سوء الخلق، وساعدت الخادمة فاطمة الفتيات وأحضرت ثلاث نساء، على أنهن زوجات الإخوة المفتش، مما جعل خميس جمعه، يرفض الزواج ويطرد العرسان، ولكن تمكن الإخوة المفش من التخلص من الأسر، والوصول لخميس جمعه الذي ادرك المكيدة. هربت البنات مع نعيم وأبو النوم من طنطا إلى القاهرة. قابلهم مدير تياترو (محمد البكار)، فألحقهم بالعمل في التياترو. بينما نشأ وترعرع الطفل المدلل نونو، في جو من النعيم، حتى أصبح شابا مدللا، يقضي وقته في الكباريهات، وسباق الخيل، وفى أحد سهراته تعرض لقرنفله، واكتشف أنها أخته، فأبلغ والده عباس، الذي هجم على التياترو، وانتزع بناته، وكلف زوجته بتربيتهن، ولكنها عاملتهن معاملة سيئة. تقدم نعيم وأبو النوم للزواج من ورده وفله، ولكن عباس رفض، قبل أن تتزوج أختهن الكبيرة قرنفلة، واستغل نونو توقيع والده العفوي، على ورقة بيضاء، فعرضها على منافس والده في التجارة، المعلم عاشور (عبد الفتاح القصرى)، ليقترض منه مبلغ ألفين جنيه، فإذا عجز والده عن دفع المبلغ، تمكن من مشاركته في الوكالة، وخسر نونو الفلوس، واضطر عباس أبو الدهب لعرض الشراكة في الوكالتين، وتزويج المعلم عاشور من قرنفلة التي هربت، ولجأت لنعيم وأبو النوم، الذين اقترحوا أن تدعى زواجها من الشخصية الوهمية محسن أبو المحاسن، وانه سافر للأسكندرية، ولكن أبو الدهب أصر على مقابلة محسن أبو المحاسن، ولكن إتضح أن هناك شخصا بالفعل إسمه محسن أبو المحاسن (كمال حسين)، الذي دفع ألف جنيه، ودفع أبو النوم ونعيم ٥٠٠ جنيه، وتمكنت الفتيات من العمل في التياترو نظير مبلغ ٥٠٠ جنيه، وسددوا دين المعلم عاشور، وإكتشف أبو الدهب أن البنات هن اللائي وقفن بجواره وساعدوه، بينما ورطه الولد، الذي سعى لإنجابه، وتخلى عن بناته، وندم على فعلته، واحتضن بناته، وطرد إبنه، الذي تاب وتعهد بسلوك الطريق القويم، وتشفعت له شقيقاته، فعفى والده عنه.

## أغاني الفيلم
في الفيلم ست أغان، كان مؤلفوها وملحنوها على النحو التالي:
| الأغنية        | المؤلف    | الملحن      | المغني             |
| -------------- | --------- | ----------- | ------------------ |
| حنروح لمين     | صالح جودت | زكريا أحمد  | أحلام              |
| مين هو         | صالح جودت | زكريا أحمد  | أحلام              |
| البنات شربات   | فتحي قورة | زكريا أحمد  | أحلام              |
| التماثيل       | فتحي قورة | محمد البكار | أحلام والمجموعة    |
| ماما جمالات    | فتحي قورة | محمد البكار | أحلام، عواطف، رجاء |
| عيد الميلاد    | فتحي قورة | أحمد صبرة   | ؟                  |
| أجزاخانة الهوى | فتحي قورة | أحمد صبرة   | ؟                  |

شارك في الغناء: إلياس مؤدب - الشقيقتان رجاء، وعواطف يوسف.
الموسيقى التصويرية : عطية شرارة.

## وصلات خارجية
- مقالات تستعمل روابط فنية بلا صلة مع ويكي بيانات

https://dhliz.com/film/al_banat_sharbat/ البنات شربات (فيلم)
https://www.youtube.com/watch?v=WPNNU5AAZMo البنات شربات (فيلم)
https://www.youtube.com/watch?v=qQo5RmEuZ6s البنات شربات (فيلم)
https://www.youtube.com/watch?v=CUxBrunnzPw البنات شربات (فيلم)